# Globba fecunda
Globba fecunda är en enhjärtbladig växtart som beskrevs av A.Takano och Hiroshi Okada. Globba fecunda ingår i släktet Globba och familjen Zingiberaceae. Inga underarter finns listade i Catalogue of Life.